# 赫尔曼·佩泽拉
赫尔曼·阿莱霍·佩泽拉（西班牙語：Germán Alejo Pezzella，發音：[xeɾˈman aˈlexo peˈsela]；1991年6月27日—），是一名阿根廷足球运动员，场上司职中后卫，目前效力于阿甲球队河床；亦是阿根廷国家队队员之一。

## 俱乐部生涯

### 早期生涯
2005年，在离开了奥林波后，14岁的佩泽拉加盟了河床青训。
在为预备队参加的比赛中发挥出色后，佩泽拉被一线队带去了加拿大，参加了与多伦多FC、蒙特利尔冲击、以及埃弗顿的季前友谊赛。

### 河床
2009年10月18日，在河床客场0-0战平飓风的比赛中，佩泽拉首次入选了一线队大名单，但在替补席上度过了全场比赛。2011年12月7日，佩泽拉终于迎来了自己的职业生涯首秀，在河床主场1-0击败贝尔格拉诺防卫者的阿根廷杯比赛中首发登场。2012年3月2日，佩泽拉迎来了自己的联赛首秀，在河床主场0-0战平基尔梅斯的比赛中首发登场，并打满了全场比赛。
2012年9月2日，在河床1-1战平科隆竞技的比赛中，佩泽拉攻入了职业生涯首球，帮助球队在第89分钟时绝平对手。他也在河床主场1-1战平博卡青年的超级德比中为球队扳平比分，那时他仅仅在进球时的3分钟前替补登场，成为了“超级替补”。
2014年12月10日，在河床2-0击败麦德林国民竞技的2014年南美杯决赛次回合中，佩泽拉在第58分钟时奠定胜局，帮助俱乐部赢得了17年以来的首个国际比赛冠军。

### 皇家贝蒂斯
2015年7月10日，佩泽拉转会加盟西甲球队皇家贝蒂斯，与这支刚升级的西班牙足坛劲旅签约五年。8月23日，在贝蒂斯主场1-1战平比利亚雷亚尔的比赛中，佩泽拉首发登场，完成了新东家首秀。

### 佛罗伦萨
在2017–18赛季中，佩泽拉被皇家贝蒂斯外租至意甲球队佛罗伦萨。赛季结束后，佩泽利亚与球队签约五年，合同直到2021–22赛季结束后才会到期，转会费为1100万欧元。在2018–19赛季开始以前，因球队的队长阿斯托里不幸去世，佩泽拉被任命为佛罗伦萨的新任队长，也成为了继俱乐部传奇球星巴蒂斯图塔以来的又一名阿根廷籍队长。

### 重回皇家贝蒂斯
2021年8月19日，佩泽拉在签署了一份为期四年的合同后回到了皇家贝蒂斯。

## 国家队生涯
在2009年土伦杯中，佩泽拉随阿根廷U-20参加了赛事；他也随队参加了2011年南美青年锦与2011年世青赛，为球队的常规主力。
2011年9月1日，佩泽拉入选了阿根廷队参加该年的泛美运动会的大名单中，在赛事中为球队出场5次，攻入2球。
2018年5月，佩泽拉入选了阿根廷队征战2018年俄罗斯世界杯的35人初选名单中，但他的名字并没有出现在最终的23人名单中。2019年3月27日，在阿根廷客场1-0击败摩洛哥的友谊赛中，佩泽拉首次戴上了阿根廷队的队长袖标。
2021年6月，佩泽拉入選了阿根廷參加2021年美洲國家盃的大名單。 7月10日，他隨隊獲得美洲盃冠軍。
2022年11月，佩泽拉獲得阿根廷國家足球隊徵召出戰2022年世界盃。他在决赛的加时階段替补出场，最終阿根廷在点球大战中击败了法国，赢得了第三个世界冠军。
2024年6月，佩泽拉入選阿根廷參加2024年美洲國家盃26人名單。

## 生涯数据

### 俱乐部
最後更新：2020年5月22日
| 俱乐部           | 赛季     | 联赛     | 联赛 | 联赛 | 杯赛 | 杯赛 | 洲际 | 洲际 | 其他 | 其他 | 合计 | 合计 |
| 俱乐部           | 赛季     | 联赛级别 | 出场 | 进球 | 出场 | 进球 | 出场 | 进球 | 出场 | 进球 | 出场 | 进球 |
| ---------------- | -------- | -------- | ---- | ---- | ---- | ---- | ---- | ---- | ---- | ---- | ---- | ---- |
| 河床             | 2011–12  | 阿乙     | 1    | 0    | 5    | 0    | –    | –    | –    | –    | 1    | 0    |
| 河床             | 2012–13  | 阿职联   | 10   | 1    | 0    | 0    | –    | –    | –    | –    | 10   | 1    |
| 河床             | 2013–14  | 阿职联   | 15   | 0    | 0    | 0    | 5    | 0    | 1    | 1    | 21   | 1    |
| 河床             | 2014     | 阿职联   | 10   | 1    | 2    | 0    | 8    | 2    | –    | –    | 20   | 3    |
| 河床             | 2015     | 阿职联   | 7    | 1    | 1    | 0    | 4    | 0    | 1    | 0    | 13   | 1    |
| 河床             | 合计     | 合计     | 43   | 3    | 8    | 0    | 17   | 2    | 2    | 1    | 65   | 6    |
| 皇家贝蒂斯       | 2015–16  | 西甲     | 25   | 3    | 4    | 0    | –    | –    | –    | –    | 29   | 4    |
| 皇家贝蒂斯       | 2016–17  | 西甲     | 36   | 1    | 1    | 0    | –    | –    | –    | –    | 37   | 1    |
| 皇家贝蒂斯       | 合计     | 合计     | 61   | 4    | 5    | 0    | –    | –    | –    | –    | 66   | 5    |
| 佛罗伦萨（外租） | 2017–18  | 意甲     | 34   | 1    | 1    | 0    | –    | –    | –    | –    | 35   | 1    |
| 佛罗伦萨         | 2018–19  | 意甲     | 32   | 2    | 3    | 0    | –    | –    | –    | –    | 35   | 2    |
| 佛罗伦萨         | 2019–20  | 意甲     | 33   | 3    | 1    | 0    | –    | –    | –    | –    | 34   | 3    |
| 佛罗伦萨         | 2020–21  | 意甲     | 32   | 1    | 1    | 0    | –    | –    | –    | –    | 33   | 1    |
| 佛罗伦萨         | 合计     | 合计     | 131  | 7    | 6    | 0    | –    | –    | –    | –    | 137  | 7    |
| 生涯合计         | 生涯合计 | 生涯合计 | 234  | 14   | 19   | 0    | 17   | 2    | 2    | 1    | 268  | 17   |

1. 1 2  在南美杯中的出场
2. ↑  在2014年冠军杯（英语：2013–14 Argentine Primera División season）中的出场
3. ↑  在南美解放者杯中的出场
4. ↑  在2015年南美超级杯（英语：2015 Recopa Sudamericana）中的出场

### 国家队
最後更新：2019年11月18日
| 国家队 | 年份 | 出场 | 进球 |
| ------ | ---- | ---- | ---- |
| 阿根廷 | 2017 | 2    | 0    |
| 阿根廷 | 2018 | 4    | 1    |
| 阿根廷 | 2019 | 10   | 1    |
| 合计   | 合计 | 16   | 2    |

### 国家队进球
先列出的数字为阿根廷的比分。比分栏列出佩泽利亚进球后的比分，结果栏显示阿根廷的全场比分。
| # | 日期           | 地点                                           | 对手   | 比分 | 结果 | 赛事   |
| - | -------------- | ---------------------------------------------- | ------ | ---- | ---- | ------ |
| 1 | 2018年10月11日 | 沙烏地阿拉伯利雅得，费萨尔·本·法赫德王子体育场 | 伊拉克 | 3–0  | 4–0  | 友谊赛 |
| 2 | 2019年10月13日 | 西班牙阿利坎特，曼努埃尔·马丁内斯·巴莱罗球场   |        | 4–1  | 6–1  | 友谊赛 |

## 荣誉

### 俱乐部
河床
- 阿乙冠军：2011–12（英语：2011–12 Primera B Nacional）
- 阿职联冠军：2013–14（英语：2013–14 Argentine Primera División season）
- 冠军杯（英语：Copa Campeonato）冠军：2013–14（英语：2013–14 Argentine Primera División season）
- 南美杯冠军：2014
- 南美超级杯冠军：2015（英语：2015 Recopa Sudamericana）
- 南美解放者杯冠军：2015

### 國家隊
阿根廷
- 美洲國家盃冠軍（1次）：2021年
- 歐美超級杯冠軍（1次）：2022年
- 國際足協世界盃冠軍（1次）：2022年